# Flaga obwodu riazańskiego
Flaga obwodu riazańskiego (NHR:628) zatwierdzona 2 czerwca 2000. to prostokątny materiał w proporcjach (szerokość do długości) – 2:3, podzielony na trzy horyzontalne pasy: biały, żółty (złoty) i czerwony w proporcjach 1:2:1. Na awersie w centrum złotego pasa umieszczono obraz kniazia z herbu obwodu riazańskiego.
Symbolika flagi nawiązuje do symboliki herbu obwodu, jak również do tradycyjnych narodowych barw. Kolor biały symbolizuje czystość, niewinność, pokój oraz duchowość i Boże światło; żółty (złoty) – bogactwo, sprawiedliwość, wielkoduszność, a także wieczność i świętość; czerwony – odwagę, męstwo, nieustępliwość oraz siłę, władzę i miłość.
Podzielenie flagi na trzy części odpowiada starożytnym wyobrażeniom o budowie świata (dolny pas oznacza ziemski świat, średni – Niebiosa, a górna – Boga), jak również o strukturze czasu (dół – przeszłość, środek -teraźniejszość, góra – przyszłość).
Umieszczenie w centrum żółtego (złotego) pasa kniazia z herbu obwodu riazańskiego przypomina cerkiewną ikonografię, gdzie na żółtym tle umieszcza się świętych, co symbolizuje wieczność i świętość. Ma to związek z tym, że tradycja narodowa wiąże umieszczone w herbie przedstawienie kniazia z zaliczonym w poczet prawosławnych świętych kniaziem Olegiem Iwanowiczem.